# Schweizerisches Nationalmuseum
Das Schweizerische Nationalmuseum SNM (französisch Musée national suisse, italienisch Museo nazionale svizzero, rätoromanisch Museum naziunal svizzer) ist die Dachorganisation des Bundes für die vier Häuser Landesmuseum Zürich, Schloss Prangins, Forum Schweizer Geschichte Schwyz und Sammlungszentrum in Affoltern am Albis. Seine Aufgabe ist, dem Publikum Themen zu Gesellschaft, Kulturen und Identitäten der Schweiz zu vermitteln, kurz, die Schweizer Kulturgeschichte darzustellen. Sein Hauptsitz befindet sich im Landesmuseum Zürich.

## Museen

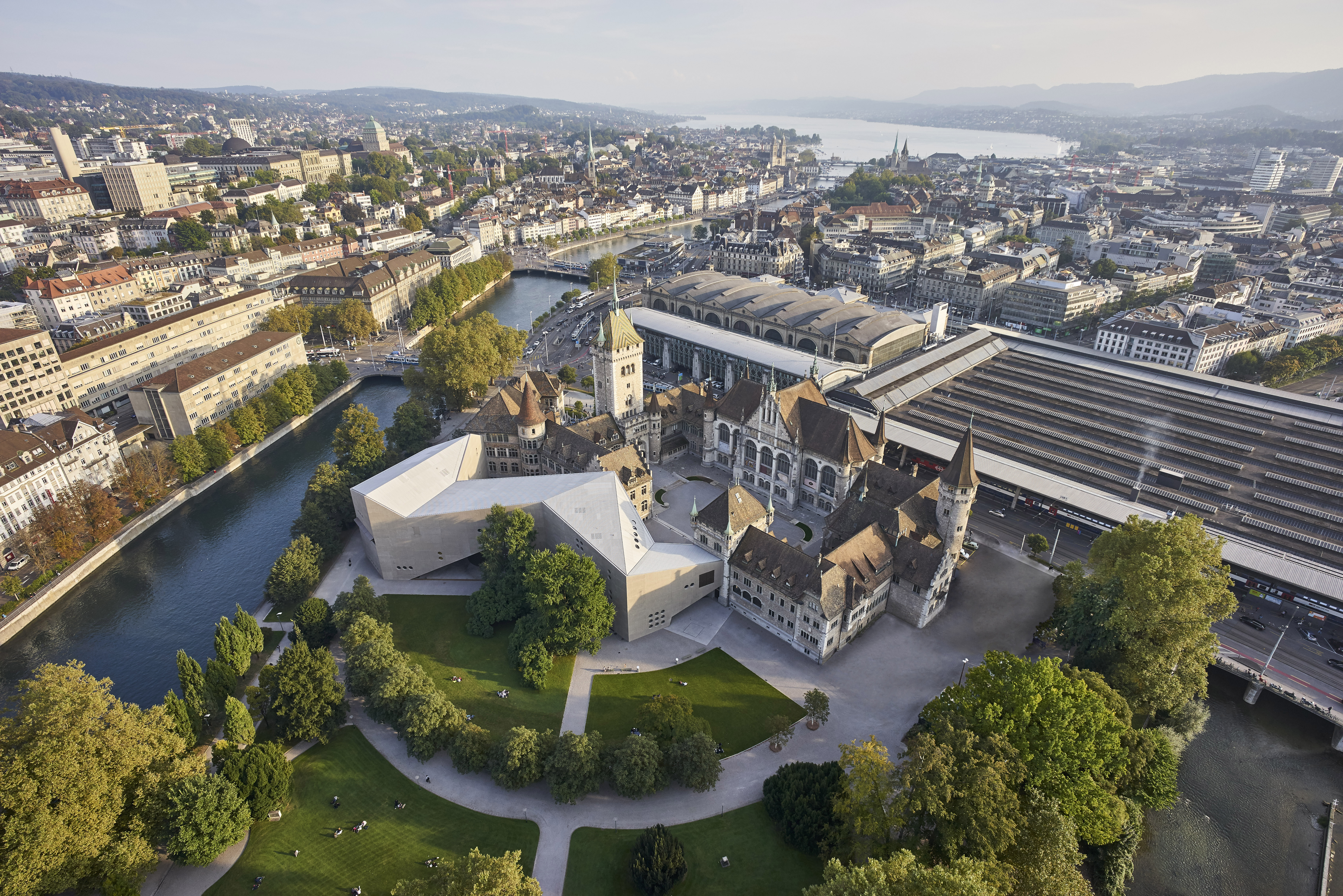
Landesmuseum Zürich

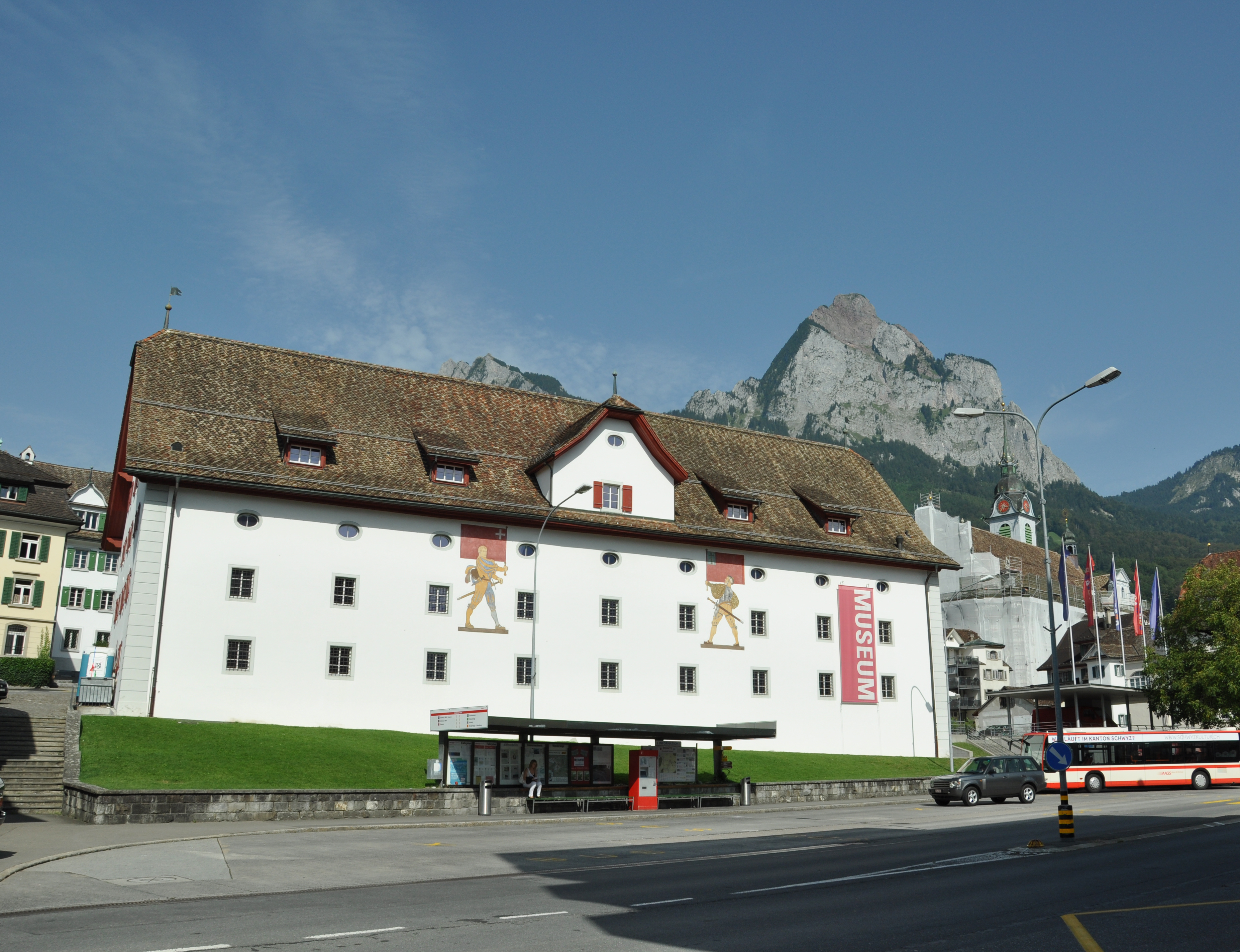
Forum Schweizer Geschichte Schwyz

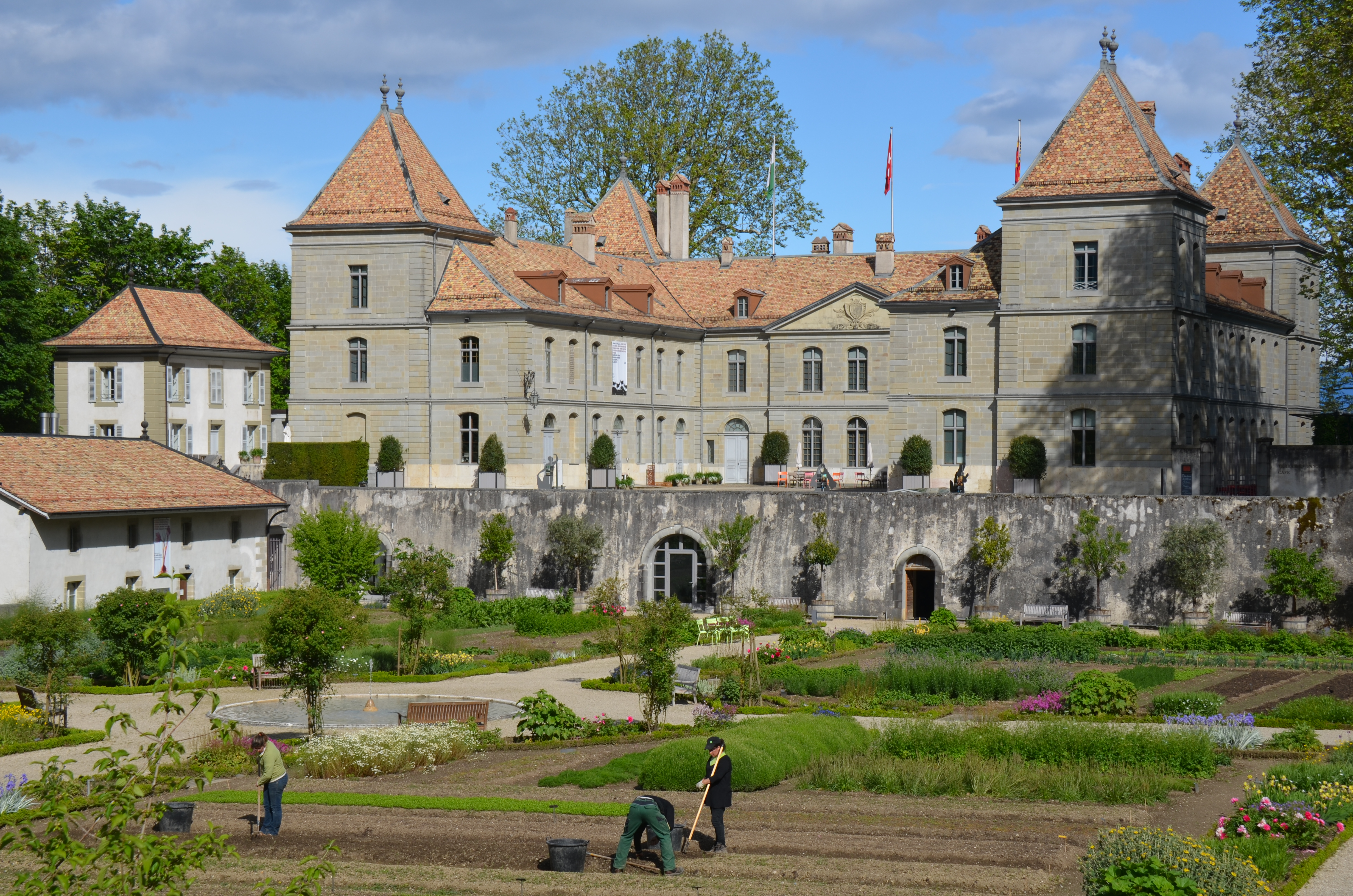
Schloss Prangins

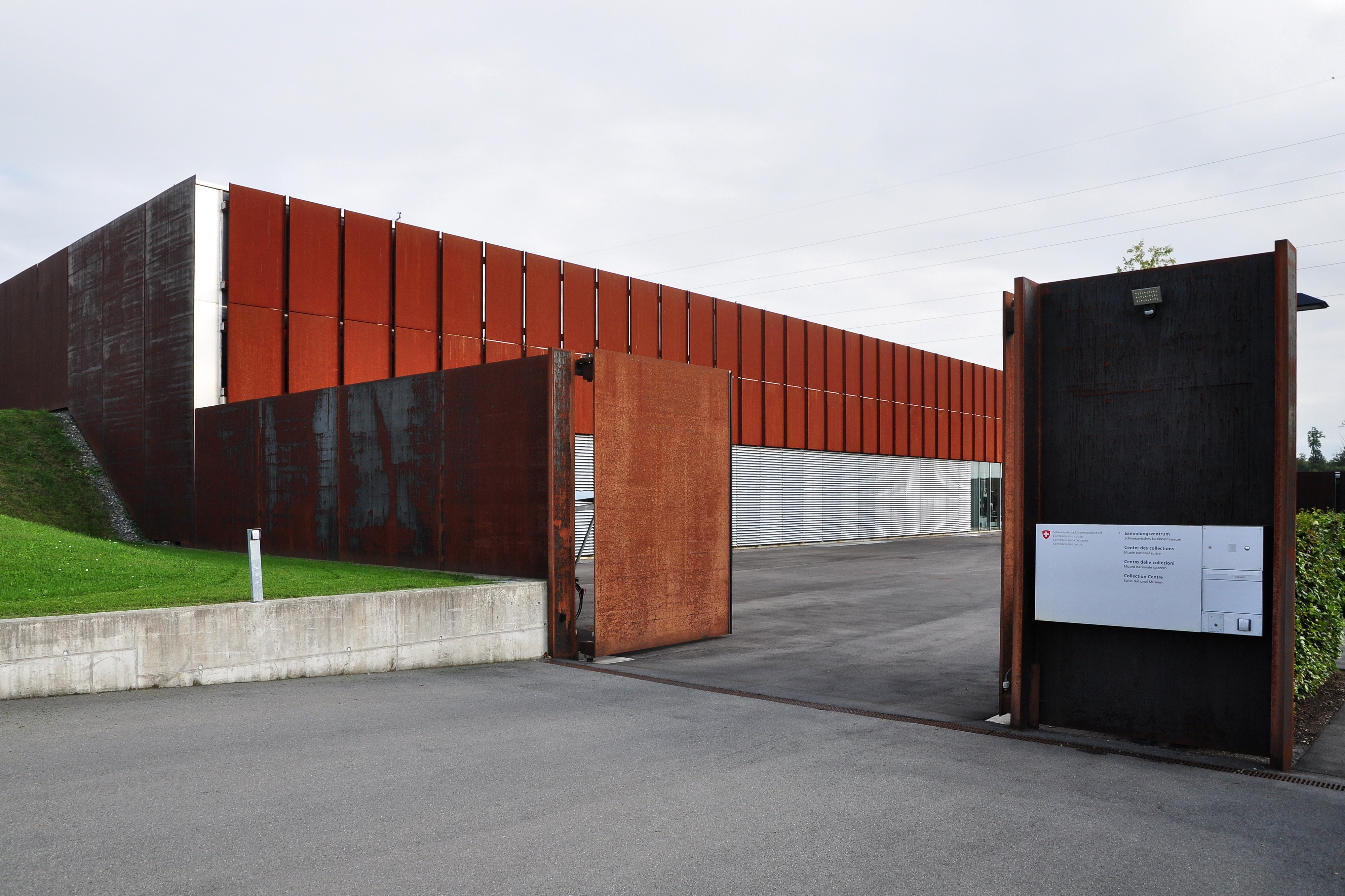
Sammlungszentrum in Affoltern am Albis

Zur Museumsgruppe Schweizerisches Nationalmuseum gehören:
- Landesmuseum Zürich (ehemals Schweizerisches Landesmuseum)
- Das Schloss Prangins am Genfersee wurde 1998 als Museum eröffnet. Die Dauerausstellungen im Schloss Prangins befassen sich mit dem Alltag von Adligen im 18. Jahrhundert und mit den Indiennes, bedruckten Baumwollstoffen, welche vom 17. bis zum 19. Jahrhundert die aufkommende Weltwirtschaft prägten und die Schweiz zu einer der führenden Textilnationen machten. Zum Schloss gehört auch der grösste historische Gemüsegarten der Schweiz.[1]
- Das Forum Schweizer Geschichte Schwyz beleuchtet mit der Dauerausstellung Entstehung Schweiz die Entstehungszeit der Eidgenossenschaft zwischen dem 12. und dem 14. Jahrhundert aus verschiedenen Perspektiven.
- Das Sammlungszentrum in Affoltern am Albis. Hier werden 870'000 Objekte[2] konserviert, restauriert und gelagert.

Das SNM stellt die Geschichte der Schweiz von den Anfängen bis zur Gegenwart dar, setzt sich mit den vielfältigen Identitäten der Schweiz auseinander und fungiert als museologisches Kompetenzzentrum für kantonale, städtische oder private Museen.
Seit 2017 betreibt das SNM einen mehrsprachigen Blog zur Schweizer Geschichte, in dem mehrmals wöchentlich Artikel auf Deutsch, Französisch und Englisch veröffentlicht werden. Die Beiträge werden regelmässig von Online-Medien wie Watson oder Swissinfo übernommen.

## Geschichte
Das Schweizerische Nationalmuseum wurde auf Grundlage des Bundesgesetzes über die Museen und Sammlungen des Bundes (Museums- und Sammlungsgesetz, MSG) vom 12. Juni 2009 gebildet. Das Gesetz trat am 1. Januar 2010 in Kraft. Es löste das Bundesgesetz vom 27. Juni 1890 über die Errichtung eines Schweizerischen Landesmuseums ab.
Vor der Umsetzung der neuen Museumspolitik des Bundes im November 2008 gehörten fünf weitere bundeseigene Museen zu den Schweizerischen Landesmuseen respektive «Musée-Suisse-Gruppe»:
- Das Museum für Musikautomaten in Seewen SO beherbergt eine der weltweit grössten und bekanntesten Sammlungen von Schweizer Musikdosen, Plattenspieldosen, Uhren und Schmuck mit Musikwerk und anderen mechanischen Musikautomaten.
- Das 1976 eröffnete Museum Bärengasse in Zürich wird seitdem von den Stadtbehörden als Ausstellungsgebäude genutzt.[6][7]
- Das Schloss Wildegg erlaubt Einblick in das Leben der Schlossherrenfamilie Effinger und ihren Nutz- und Lustgarten. Es wurde auf den 1. Januar 2011 an den Kanton Aargau abgegeben.[8]
- Das Schweizerische Zollmuseum in Cantine di Gandria wird vom Bundesamt für Zoll und Grenzsicherheit geführt.

Das neue Gesetz verschaffte dem Schweizerischen Nationalmuseum mehr Autonomie. Ihm wurden drei Aufgaben übertragen: Die Darstellung der Geschichte der Schweiz, die Auseinandersetzung mit ihrer Identität und die fachliche Beratung anderer Museen.

## Organisation
Das Schweizerische Nationalmuseum untersteht organisatorisch dem Eidgenössischen Departement des Innern. Ihm steht der Museumsrat vor, der aus sieben bis neun fachkundigen Mitgliedern besteht. Der Bundesrat wählt die Präsidentin oder den Präsidenten sowie die übrigen Mitglieder des Museumsrats. Die Sprachgruppen sollen im Gremium angemessen vertreten sein, die Amtsdauer beträgt vier Jahre. Der Museumsrat wählt als Geschäftsführung eine Direktorin oder einen Direktor. Das SNM beschäftigt 338 Angestellte (197 Vollzeitstellen, Stand 2024). Das Amt des Präsidenten des Museumsrates hat der ehemalige Diplomat und Politiker Tim Guldimann inne. Direktorin des SNM ist seit April 2021 Denise Tonella.